# Хулдат
Хулда́т (бур. Хула Дааган) — село в Джидинском районе Бурятии. Входит в сельское поселение «Нижнеторейское».

## География
Расположено в 54 км западнее районного центра — села Петропавловка, на правобережье реки Джиды, в межгорной долине  реки Хулдат (правый приток Джиды) Джидинского хребта у подножия горы Аргалик, в 13 км от границы с Монголией,
Соседние населенные пункты — Нижний Торей, Шартыкей, Нарын.

## История
История села начинается с 1728 года, когда здешние места заселили казаки, призванные охранять границы Российской империи. В 1838  году в Хулдатском карауле числилось 6  казаков.
Основные семейства, проживающие в селе, — Тугариновы, Полютовы, Москвитины, Якимовы, Переушины и др.

## Население
| 2002 | 2006 | 2010 |
| ---- | ---- | ---- |
| 231  | ↘216 | ↘142 |

Население занимается сельским хозяйством, имеет личные подсобные хозяйства.

## Известные люди
- Николай Кузьмич Цыдыпов  (1912-1943 (?) — участник Великой Отечественной войны, командир батальона 701-го стрелкового полка 121-й Рыльско-Киевской стрелковой дивизии. Кавалер орденов  Отечественной войны I степени, Красного Знамени, Александра Невского,  Суворова III степени.[4]